# Bomolocha hypenoides
Bomolocha hypenoides là một loài bướm đêm trong họ Noctuidae.